# Arthur von Freymann
Arthur Albert von Freymann (* 7. Juni 1901 in Dresden; † 19. Oktober 1978 in Bad Pyrmont) war ein deutscher Geiger und Dirigent.

## Leben und Wirken
Er stammte aus dem Adelsgeschlecht von Freymann, war der Zwillingssohn des Landgerichtsreferendars Karl Arthur von Freymann und dessen Ehefrau Elisabeth geb. Müller und kam in der Kaulbachstraße 13 in Dresden zur Welt. Nach dem Schulbesuch schlug er eine Musikausbildung ein und ließ sich zum professionellen Geiger ausbilden. 1925 trat er bei einem Konzert der Vereinigung ehemaliger Schüler des Staatsgymnasiums Dresden-Neustadt erstmals vor größerem Publikum auf und begeisterte gemeinsam mit W. Fincke durch die Wiedergabe der B-Dur-Sonate für Violine und Klavier von Mozart. 1927 gehörte er bereits zum Ensemble der Dresdner Philharmonie und nahm als Solist am Weihnachts-Festkonzert teil. Es folgten zahlreiche Auftritte als Soloviolist, bei denen er sein beachtliches Können unter Beweis stellte.
Durch Berufspraxis entwickelte er sich bei der Dresdner Philharmonie zum Konzertmeister und Dirigenten weiter. Mit dem Aufkommen der Zwingerserenaden unter freiem Himmel in der zweiten Hälfte der 1930er Jahre übernahm er als Konzertmeister öffentliche Orchesterauftritte der Philharmoniker. Dies setzte sich auch im Zweiten Weltkrieg fort. Nach Kriegsende verließ er die Sowjetische Besatzungszone und ging nach Bad Pyrmont. In diesem Kurort war Freymann bereits durch seinen 1929 erfolgten Auftritt bei einer längeren Konzertreise durch Deutschland als Streichquartett mit Simon Goldberg, Herbert Ronnefeld und Wolfram Kleber bekannt.